# Niewygodna prawda (album)
Niewygodna prawda – debiutancki solowy album studyjny polskiego rapera Tadeusza „Tadka” Polkowskiego. Wydawnictwo ukazało się 8 listopada 2012 roku nakładem Radia Wnet. Produkcji nagrań podjęli się Zich, Bciesebeats, Abazbeats, DJ Zel oraz P.A.F.F. Wśród gości na płycie znaleźli się Lukasyno, Bosski Roman, Bilon oraz Hazzidy. Materiał był promowany teledyskami do utworów „Rotmistrz Witold Pilecki”, „Niewygodna prawda”, „Powstanie”, „Generał Nil” i „Żołnierze wyklęci”.
Pierwsze utwory z płyty były publikowane w 2011 roku, były to „Żołnierze wyklęci” w 2011 roku (upamiętniający żołnierzy wyklętych, zbrojnemu podziemiu antykomunistycznemu działającemu po zakończeniu II wojny światowej), następnie na początku 2012 roku tytułowy „Niewygodna prawda”. W lutym ukazał się teledysk do utworu „Rotmistrz Witold Pilecki”, stanowiącego upamiętnienie osoby Witolda Pileckiego, zaś w lipcu powstał obraz do utworu „Generał Nil”, który upamiętnia osobę generała Augusta Emila Fieldorfa. W zamierzeniu autora na płycie znalazły się treści dotyczące „wspaniałych oraz tragicznych wydarzeń w polskiej historii”.
W drugiej połowie października 2012 roku rozpoczęła się przedsprzedaż albumu. Dystrybucja albumu odbyła się za pośrednictwem Internetu. Płyta była także dołączona do drugiego wydania czasopisma Magna Polonia, związanego z Obozem Narodowo-Radykalnym. Wydawcą płyty była rozgłośnia Radio Wnet, na antenie której album miał premierę 12 listopada 2012 roku. Mecenat nad projektem objęły Urzędy Miast: Gdyni, Kraśnika, Ostrołęki, Szydłowca i Siedlec. Prócz wspomnianych wyżej utworów promujących: „Rotmistrz Witold Pilecki”, "Generał Nil"  także inne zawarte na albumie odnoszą się do historii Polski: „Kresy” z gościnnym udziałem Lukasyno dotyczy Kresów Wschodnich, „Inka” upamiętnia Danutę Siedzikównę ps. „Inka”. Ponadto dwie piosenki powstały jako interpretacja innych utworów: „Ballada grudniowa” (autorem jest anonimowy uczestnik demonstracji w grudniu 1970), zaś „Elegia o chłopcu polskim” stanowi interpretację wiersza Elegia o ... [chłopcu polskim] autorstwa Krzysztofa Kamila Baczyńskiego (są to dwa utwory na albumie, których autorem liryków nie jest Tadeusz Polkowski). Gościnnie na płycie wystąpili także Bosski Roman (w utworach „Dla emigracji” i „Oda do zepsucia” – druga z piosenek została pierwotnie opublikowana na albumie Krak 4) oraz Bilon i Hudy HZD w utworze „Myśl samodzielnie”. Promujący płytę utwór „Żołnierze wyklęci” został poszerzony i ostatecznie powstały z niego dwie piosenki: „Żołnierze wyklęci” i „Żołnierze wyklęci cz. 2 Historia Roja”.

## Lista utworów
Opracowano na podstawie materiału źródłowego.
1. „Niewygodna prawda” (produkcja: Zich)
2. „Żołnierze wyklęci” (produkcja: Bciesebeats, Abazbeats)
3. „Powstanie” (produkcja: Zich)
4. „Kresy” (produkcja: DJ Zel, gościnnie: Lukasyno)
5. „Ballada grudniowa” (produkcja: Zich)
6. „Rotmistrz Witold Pilecki” (produkcja: Zich)
7. „Dla emigracji” (produkcja: P.A.F.F, gościnnie: Bosski Roman)
8. „Elegia o chłopcu polskim” (produkcja: Zich)
9. „Na wschód od Warszawy” (produkcja: Zich)
10. „Inka” (produkcja: P.A.F.F)
11. „Fundament” (produkcja: Zich)
12. „Generał Nil” (produkcja: Zich)
13. „Żołnierze wyklęci cz. 2 Historia Roja” (produkcja: Bciesebeats, Abazbeats)
14. „Oda do zepsucia” (produkcja: P.A.F.F, gościnnie: Bosski Roman)
15. „Myśl samodzielnie” (produkcja: P.A.F.F, gościnnie: Bilon, Hazzidy)
16. „Protest” (produkcja: Bciesebeats, Abazbeats)
17. „Inka” (Bosskiskład Remix) (produkcja: P.A.F.F)